# إيمي غويدري
إيمي غويدري (بالإنجليزية: Amy Guidry)‏ هي رسامة أمريكية، ولدت في 1976 في جاكسونفيل في الولايات المتحدة.